# Скворцова Ксенія Петрівна
Ксенія Петрівна Скворцова (рос. Скворцова Ксения Петровна; 1910 — 14 жовтня 1993) — передовик радянського сільського господарства, доярка підсобного господарства «Горки-II» Звенигородського району Московської області, Герой Соціалістичної Праці (1953).

## Біографія
Народилася в 1910 році на території сучасної Саратовської області в родині селянина. Пройшла навчання в початковій школі, працевлаштувалася в сільському господарстві. Під час німецько-радянської війни стадо господарства знаходилося в евакуації в Саратовській області. Ксенія Петрівна здійснювала догляд за тваринами. У 1943 році, після повернення громадського стада в Московську область, Скворцова також переїхала до Звенигородського району та працевлаштувалася на роботу дояркою в найстаріший Підмосковний радгосп «Горки-2». Без відриву від виробництва відвідувала трирічні курси тваринників, які раз на тиждень проводилися для працівників радгоспу в кабінеті зоотехніка.
У 1948 році була введена двозмінна організація праці. За доярками Скворцовою та Сафроновою було закріплено 20 корів чорно-строкатої породи. У 1952 році передові доярки досягли високих виробничих результатів, зумівши отримати від кожної з сімнадцяти закріплених корів по 6101 кілограму молока з вмістом 212 кілограмів молочного жиру від кожної корови в середньому за рік.
За досягнення високих показників у тваринництві в 1952 році, Указом Президії Верховної Ради СРСР від 19 грудня 1953 року Ксенії Петрівні Скворцовій було присвоєно звання Героя Соціалістичної Праці з врученням ордена Леніна та золотої медалі «Серп і Молот».
Надалі продовжувала трудову діяльність, показувала високі результати у праці. У 1968 році вийшла на заслужений відпочинок, була пенсіонером всесоюзного значення.
Проживала в селищі Горки-2 Одинцовського району Московської області. Померла 14 жовтня 1993 року.

## Нагороди
- Золота зірка «Серп і Молот» (19.12.1953),
- орден Леніна (19.12.1953),
- інші медалі.